# Scutul inframaxilar

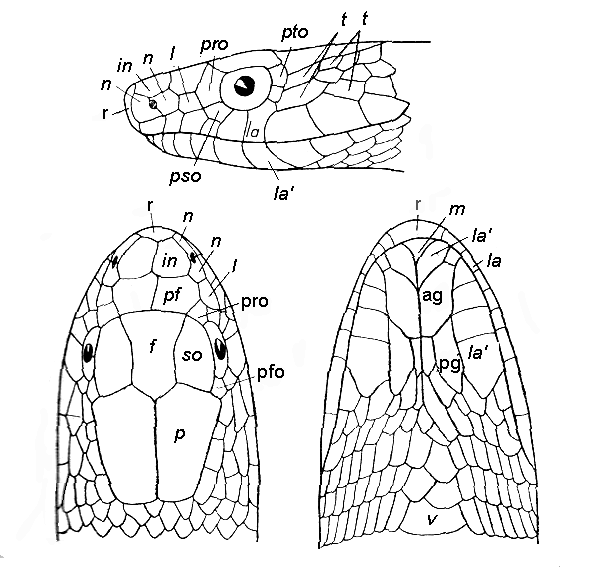
Terminologia scuturilor capului la șarpele Coluber ventromaculatus (după Malcolm A. Smith, 1943). Sus – aspect lateral, jos, în stânga – aspect dorsal, jos, în dreapta - aspect ventral
ag – Inframaxilar anterior,
f – Frontal,
in – Internazal,
l – Loreal,
la – Supralabial,
la' – Sublabial,
m – Mental,
n – Nazal,
p – Parietal,
pf – Prefrontal,
pg – Inframaxilar posterior,
pro – Preocular,
pso – Subocular,
pto – Postocular,
r – Rostral,
so – Supraocular,
t – Temporal,
v – Primul ventral

Scuturile inframaxilare sau inframaxilarele (Scuta inframaxillaria), numite și scuturi mentoniere, scuturi sublinguale, scuturi submentale, scuturi geniale (Scuta genialia), scuturi submaxilare (Scuta submaxillaria) sau scuturi submandibulare sunt solzi perechi la șerpi, situați simetric pe fața ventrală a capului, în spatele scutului mental și, adeseori, în spatele primei perechi de scuturi sublabiale. Acestea sunt solzi mari, alungiți,  care separă cele două rânduri de scuturi sublabiale. Inframaxilarele pot fi dispuse în unul, două sau trei rânduri. De obicei există două perechi de inframaxilare: inframaxilare anterioare și inframaxilare posterioare.
Scuturile inframaxilare formează pe sutura lor median-ventrală un șanț longitudinal, numit șanțul gular (Sulcus gularis) care poate lipsi la unele specii. Spațiul format de divergența inframaxilarelor posterioare este acoperit cu plăci mici, provenite fie din gastrostege, numite scuturi gulare (Scuta gularia), fie din solzii care acoperă părțile laterale ale capului, numiți solzi gulari (Squamae gulares).